# 涼木行
涼木 行（すずき こう）は、日本の小説家、ライトノベル作家。
『豚は飛んでもただの豚?』で、2011年に第7回MF文庫Jライトノベル新人賞最優秀賞を19歳で受賞し、同作にてMF文庫Jからデビュー。
受賞時のペンネームは「猫飯美味し」。

## 作品
- 豚は飛んでもただの豚?（2011年 - 2014年、MF文庫J、イラスト：白身魚）